# É Rapidinho
É Rapidinho foi um programa de televisão brasileiro da ESPN.
Sua característica era realizar debates de variados assuntos esportivos da semana em até dois minutos para cada, marcados pelo som de um gongo. O Formato é baseado em um programa da ESPN americana chamado "Pardon the Interruption". Sua primeira exibição foi em fevereiro de 2007.

## Apresentador
- João Carlos Albuquerque

## Comentaristas
- Flávio Gomes
- Antero Greco
- Celso Unzelte
- Rodrigo Bueno